# إسقاط مروحية شينوك في أفغانستان 2011
اسقاط مروحية شينوك في أفغانستان هي حادثة مروحية عسكرية تابعة للقوات البرية ألامريكية من طراز بوينغ سي إتش-47 شينوك تعمل بعلامة النداء (Extortion 17) (تنطق «واحد سبعة») أثناء نقل قوة الرد السريع في محاولة لتعزيز وحدة قيادة العمليات الخاصة المشتركة لـ فوج Ranger 75 في وادي تانجي في مقاطعة ميدان وردك، جنوب غرب كابول، أفغانستان. وقد أسفر الحادث عن مقتل جميع الأشخاص الـ 38 الذين كانوا على متنها - 25 من الضفادع البشرية للبحرية الأمريكية، وطيار واحد وطاقم من احتياطي جيش الولايات المتحدة، وطيار واحد وطاقم من الحرس الوطني لجيش الولايات المتحدة، وسبعة من أفراد قوات الأمن الوطني الأفغانية، ومترجم أفغاني، بالإضافة إلى كلب عسكري أمريكي. في مقتل 31 من الأفراد العسكريين الأمريكيين، يمثل إسقاط "Extortion 17" أكبر خسارة في حادثة واحدة من الأرواح الأمريكية في ماتسميه الولايات المتحدة عملية الحرية الدائمة - أفغانستان، متجاوزًا الستة عشر روح المفقودة في إسقاط التوربين 33 التابعين لـفوج 160 الخاص للعمليات الجوية (المحمول جواً) MH-47، أثناء عملية الأجنحة الحمراء في 28 يونيو 2005.

## مقدمة
في مارس 2009، أنشأت فرقة الجبال العاشرة الأمريكية قاعدة في وادي تانجي بعد زيادة نشاط طالبان في تلك المنطقة. ونفذت قوات الشرطة الوطنية الأمريكية والفرنسية والأفغانية عملية مسح لمدة ثلاثة أيام للمنطقة اوعتبرت المنطقة آمنة بعدها. في أبريل 2011، سلمت القوات الأمريكية السيطرة على المخفر القتالي في وادي تانجي إلى القوات الحكومية الأفغانية. ومع ذلك، فإن القوات الحكومية الأفغانية لم تأخذ القاعدة، والتي استولت عليها طالبان بعد وقت قصير من مغادرة القوات الأمريكية.
واصلت القوات الأمريكية عملياتها في المنطقة (معظمها عن طريق طائرات الهليكوبتر واستخدام القوات الخاصة)، وقد واجهت مقاومة من مقاتلي طالبان في عدة مهام قتالية. على سبيل المثال، في 8 يونيو 2011، تم إستهداف طائرة هليكوبتر من طراز بوينغ سي إتش-47 شينوك من خمسة إلى ستة مواقع (أي نقاط انطلاق) بـ 14 قذيفة صاروخية، مما أجبر الطاقم على إجهاض المهمة.

## الجدول الزمني للحدث
بعد أن اكتشفت أجهزة المخابرات الأمريكية في عام 2011 أن القيادي البارز في طالبان قاري طاهر قد يتواجد في وادي تانجي، مقاطعة وردك، أفغانستان، شنت القوات الأمريكية المحلية مهمة لاعتقاله أو قتله، وفي الساعة 10:37 (بالتوقيت المحلي) ليلة 5 أغسطس / آب، غادرت فصيلة من 47 فرد تابعين لـ قوات الصاعقة البرية الأمريكية في قاعدة العمليات الأمامية في مقاطعة لوغار عبر مروحيتين للنقل نوع شينوك CH-47D، وستشارك إحداها لاحقًا في الحادث. وبعد رحلة إستغرقت عشرين دقيقة (حوالي الساعة 11 مساءً)، هبطت المروحيتين من طراز شينوك بالقرب من المجمع الذي يحتوي ظاهريًا على طاهر، وأنزلت أفراد الصاعقة وعادت إلى القاعدة.
واعتبرت المهمة عالية المخاطر؛ طائرتان مروحيتان من طراز إيه إتش-64 أباتشي وطائرة حربية من طراز إيه سي-130 وطائرات استخبارات واستطلاع وتجسس إضافية أخرى (ISR) دعمت عمليات نقل القوات للمنطقة، وبقيت مع القوات البرية بعد ذلك. تم إبقاء 17 من قوات البحرية الأمريكية ( نافي سيلز) في الاحتياط في قاعدة العمليات الأمامية.
مع اقتراب قوات الصاعقة من المجمع المستهدف، لاحظت طائرات الإستطلاع عدة أشخاص يغادرون المجمع، وقد ازداد عدد هذه المجموعة على مدار الليل، لكن القوات الأمريكية كانت - في البداية - منشغلة للغاية في القتال، وفي الساعة 11:30، انخرطت إحدى المروحيات الداعمة من نوع أباتشي في مناوشات قصيرة مع مجموعة مختلفة من ثمانية مقاتلين من طالبان على بعد 400 م (440 يارد) شمال المجمع، مما أسفر عن مقتل ستة.
بشكل منفصل، استمرت طائرات الإستطلاع في مراقبة المجموعة غير المنخرطة في المجمع. وكانت في الأصل شخصان فقط، ولكن جمعت المجموعة في النهاية ما مجموعه 9-10 مقاتلين، وأصبح قائد فرقة العمليات الخاصة وقائد قوة الرد الفوري قلقًا من أنها قد تشمل القيادي قاري طاهر، في الساعة 1 صباحًا، قرروا إشراك المجموعة الاحتياطية من قوات نافي سيلز السابق ذكرهم.
بعد ساعة تقريبًا (1:50 صباحًا)، وافق قائد لواء الطيران على منطقة هبوط جديدة لتسلل فريق نافي سيلز، وقد تم فحص منطقة الهبوط لمهمة سابقة، ولكن لم يتم استخدامها بعد.
في الساعة 2:00، قرر قائد فرقة العمليات الخاصة وقائد قوة الرد الفوري إضافة تعزيزات إضافية (غير نافي سيلز)، مما رفع حجم الفريق إلى 33، ومن أجل تسريع عملية الإنزال، تم تحميل جميع القوات على طائرة مروحية واحدة نوع شينوك CH-47D للنقل؛ وستقترب الشينوك الثانية من منطقة الهبوط الآخرى كطعم، وفي حوالي الساعة 2:23 غادرت المروحيتان القاعدة الأمامية.
في غضون ذلك، انقسمت مجموعة مقاتلي طالبان إلى قسمين، وفي الساعة 2:15، اتخذت مجموعة من ثلاثة من مقاتلي طالبان موقعا في عند الأشجار، ودخل الرجال المتبقون 6-7 مبنى يقع حوالي 2 كـم (1.2 ميل) من المجمع المستهدف. ومن الآن فصاعدًا، ستشارك المروحيتان المقاتلتين من طراز إيه إتش-64 أباتشي في تتبع هاتين المجموعتين من طالبان، وبالتالي لن تكون المروحيتين قادرتين على توفير المراقبة أو الدعم الناري لمروحية النقل شينوك القادمة والتي تحمل فريق نافي سيلز.
قبل ست دقائق من الوصول إلى منطقة الهبوط، تركت شينوك CH-47D (التي لا تحمل جنود) التشكيل كما هو مخطط له، وانتقلت المروحية التي تحمل نافي سيلز إلى منطقة الهبوط وحدها، بدون إضاءة خارجية، وخلال اقتحام قوات الصاعقة في وقت سابق من تلك الليلة، كانت مروحية شينوك CH-47D التي أنزلتهم اقتربت للمنطقة من الجنوب، ولكن هذه المرة، اقتربت من الشمال الغربي، وقد قامت الطائرة المروحية بآخر عملية إرسال راديو لها قائلة أنها كانت على بعد دقيقة واحدة من منطقة الهبوط، ثم نزلت على ارتفاع 100–150 قدم (30–46 م) وتباطأت بسرعة 50 عقدة (58 ميل/س؛ 93 كم/س) عند اقترابها من منطقة الهبوط.
وفي حوالي الساعة 2:38، تم إطلاق النار على المروحية وإسقاطها من قبل مجموعة لم يتم اكتشافها من قبل من مقاتلي طالبان حوالي 220 م (240 يارد) جنوب المروحية، لقد أطلقت المجموعة 2-3 قذائف آر بي جي من مبنى من طابقين، أصابت الثانية واحدة من ريش الدوار الثلاثة في المروحية، وقد دمر الانفجار الناتج المروحة الخلفية وفي أقل من خمس ثوان، تحطمت الطائرة مما أسفر عن مقتل جميع ركابها. وبعد 30 ثانية تقريبًا بثت إحدى المروحيات المقاتلة إيه إتش-64 أباتشي عبر الراديو خبر التحطم.
بعد ست دقائق، انتهت قوات الصاعقة من تأمين المجمع، واعتقلوا عدة أشخاص، ثم بدأو بالتحرك (سيرًا على الأقدام) نحو موقع التحطم. وصلوا إلى موقع التحطم في الساعة 4:12 ولم يجدوا ناجين، وبعد عدة دقائق وصل فريق من باثفايندر من 20 رجلاً (وهو فريق متخصص في الإنقاذ والاستعادة للطائرات المهددة) إلى الموقع أيضًا.
بحلول الساعة 16:25، تم نقل جميع الرفات من موقع التحطم عبر قافلة أرضية ونقلها إلى المخفر القتالي سيد آباد، وقد استمر استرداد الحطام من موقع التحطم حتى 9 أغسطس 2011.

## الحسابات الأولية
وأكد المتحدث باسم طالبان ذبيح الله مجاهد أن ثمانية من مقاتلي الحركة قد قتلوا في الهجوم على المجمع. قال: «أرادوا مهاجمة مجاهدينا الذين كانوا في منزل، لكن مجاهدينا قاوموا ودمروا مروحية بقذيفة صاروخية».
وبعد ظهر يوم 6 أغسطس، اجتاح فيضان مفاجئ المنطقة وجرف معه أجزاء من الحطام.
أشارت تقارير إعلامية مبكرة إلى أن الجيش كان متأخراً في استعادة مسجلات الطيران من الطائرة شينوك التي تم إسقاطها، ونتيجة لذلك، جُرفت المسجلات بسبب الفيضان. لكن كانت هذه التقارير خاطئة. لأن المروحية نسخة سي إتش-47 (دي) لا تحتوي على «صناديق سوداء» (على الرغم من أن النسخة MH-47 من نفس نوع المروحية تحتوي على جهاز مسجل بيانات الرحلة ومسجل صوت لقمرة القيادة).   

## حسابات لاحقة
ذكرت التقارير اللاحقة أنه في الليلة التي كانت الطائرة الهليكوبتر العسكرية الأمريكية تقدم تعزيزات لأفراد فوج الصاعقة الخامس والسبعين، وهي وحدة عمليات خاصة أخرى شاركت في غارة ليلية على مجمع لقتل أو إلقاء القبض على أحد كبار قادة طالبان. خلال المعركة شاهدت القوات الأمريكية مجموعة صغيرة من طالبان تحاول الفرار من مكان الحادث، وربما احتوت تلك المجموعة على القائد وعدد قليل من حراسه الشخصيين بينما عرض مقاتلو طالبان الباقون المقاومة في محاولة لشراء الوقت الكافي لتلك المجموعة للهروب، ومن أجل منع هذا الأمر طلبت القوات الأمريكية الدعم.
لسنوات بعد إسقاط (Extortion 17)، كانت هناك العديد من النظريات حول التستر الحكومي المحتمل، وجاء في البيان الرسمي الصادر عن القيادة المركزية الأمريكية أن مقاتلًا من طالبان سجل «رمية محظوظة» بقذيفة صاروخية على مروحية شينوك CH-47D. وقج أُفيد أن مقاتلي طالبان ليس لديهم معلومات عن مسار رحلة المروحية وأنهم كانوا فقط في المكان المناسب في الوقت المناسب، وقال مسؤول بوزارة الدفاع إنه لم يكن هناك تسريبات من الأفغان (الموالين للحكومة). أثارت العائلات والمواطنون المعنيون الآخرون الشكوك حول هذه القصة بسبب حقيقة أن نفس فريق البحرية الأمريكية نافي سيلز على متن (Extortion 17) كان هو الفريق الذي نفذ الغارة التي قتلت أسامة بن لادن قبل ثلاثة أشهر. وتشير النظريات إلى أنه كانت هناك معلومات مسربة من القوات الأفغانية لطالبان حول المهمة، مما سمح لطالبان بالتخطيط وتنفيذ الضربة ضد (Extortion 17).
زعمت تقارير أخرى أن طالبان قد وضعت فخًا متقنًا لقوات العمليات الخاصة الأمريكية، وأغرتهم بمعلومات كاذبة، وقال مسؤول كبير بالحكومة الأفغانية، تحدث دون الكشف عن اسمه، إن قائد طالبان قاري طاهر زود القوات الأمريكية بمعلومات كاذبة عن اجتماع لزعماء المتمردين وأن المقاتلين قد انتظروا المروحية من كلا الجانبين في واد شديد الانحدار: «عرفت طالبان المسار الذي ستسير به المروحية، هذا هو الطريق الوحيد، لذلك اتخذوا مواقع على جانبي الوادي في الجبال وعندما اقتربت المروحية، هاجموها بالصواريخ والأسلحة الحديثة الأخرى، وقد تم إسقاطها بعدة طلقات».

## خسائر
شملت الوفيات:
- 15 نافي سيلز للولايات المتحدة ومستخدم للكلاب العسكرية من السرب الذهبي التابع لمجموعة تطوير الحرب الخاصة التابعة للبحرية[20]
- 2 نافي سيلز للبحرية الأمريكية من المجموعة الأولى للحرب الخاصة التابعة للبحرية
- 4 أفراد دعم من البحرية الأمريكية للحرب الخاصة: فنيان للتخلص من الذخائر المتفجرة (EOD)، وفني تشفير وفني أنظمة معلومات.
- 3 أفراد احتياطي من الجيش الأمريكي (طاقم الطائرة) من الكتيبة السابعة، فوج الطيران 158
- 2 من أفراد الجيش الأمريكي (طاقم الطائرة) من الكتيبة الثانية، فوج الطيران 135، جزء من الحرس الوطني لجيش كولورادو[21][22][23]
- 2 جنود من القوات الجوية الأمريكية من سرب التكتيكات الخاصة الرابع والعشرين
- 1 جندي من وحدة تحكم قتالية في سلاح الجو الأمريكي من سرب التكتيكات الخاصة الرابع والعشرين
- 7 كوماندوز الجيش الوطني الأفغاني، جزء من الجيش الوطني الأفغاني
- 1 مترجم مدني أفغاني هو (سيد جاويد السادات)
- 1 كلب عامل عسكري أمريكي

ويمثل عدد القتلى الأمريكيين البالغ عددهم 31، أكبر خسارة في الأرواح الأمريكية العسكرية في حادث واحد في خلال الحرب الأفغانية التي دامت عقدًا في أفغانستان والتي بدأت في عام 2001.
خمسة عشر من جنود البحرية الذين قتلوا كانوا أعضاء في مجموعة تطوير الحرب البحرية الخاصة (DEVGRU)، حين أن اثنين آخرين من قوات البحرية الذين قتلوا في إسقاط طائرة هليكوبتر كانوا من نافي سيلز من وحدة في قاعدة لم تحدد في الساحل الغربي. أما الضحايا الخمسة الآخرون في البحرية فهم أفراد دعم نيو ساوث ويلز (الحرب البحرية الخاصة)، وبالإضافة إلى هؤلاء، توفي في الحادث ثلاثة من مشغلي AFSOC، وحدة تحكم قتالية واثنان Pararescuemen، جميعهم من سرب التكتيكات الخاصة الرابع والعشرين. إن وفاتهم هي أكبر خسارة فردية في الأرواح حصلت على الإطلاق لمجتمع العمليات الخاصة الأمريكية في تاريخ 24 عامًا لقيادة العمليات الخاصة الأمريكية.

## في الأخبار

### الولايات المتحدة الأمريكية

#### في التلفزيون
في 12 أغسطس 2011، أعلن جيم لهرر من PBS Newshour أنه سيقدم تقرير الشرف في نهاية البرنامج بأسماء وصور جميع الرجال الثلاثين. قال: «والآن، على شرفنا، لموظفي الخدمة الأمريكية الذين قتلوا في صراعي العراق وأفغانستان. بالأمس، نشر البنتاغون أسماء 30 جنديًا - نافي سيلز وجنود وطيارين قتلوا في المروحية التي أسقطها مسلحون في شرق أفغانستان نهاية الأسبوع الماضي. هنا، في صمت، أسماء وصور جميع الرجال الثلاثين.»
أفادت شبكة ABC الإخبارية أن المتمردين الأفغان أسقطوا طائرة مروحية اليوم.
ذكرت شبكة ان بي سي نيوز أن البنتاغون نشر أسماء 30 أمريكيا قتلوا في نهاية الأسبوع الماضي يوم الخميس.

#### في الصحف
ذكرت صحيفة نيويورك بوست أن البنتاغون أعلن عن 30 اسمًا من الحادث.
أفاد كيفين سيف وجريج جافي من صحيفة واشنطن بوست أن المسؤولين الأمريكيين أكدوا الوفيات بما في ذلك 22 تابعين للنافي سيلز. كما ذكرت صحيفة سياتل تايمز، ونيويورك تايمز ذلك.

### المملكة المتحدة
ذكرت الحادث صحيفة الجارديان في المملكة المتحدة.

## الأحداث اللاحقة
بعد إسقاط (Extortion 17)، استخدم المتمرد المسؤول راديوًا ثنائي الاتجاه للتباهي للآخرين بشأن هذا العمل، واعترضت طائرات الاستخبارات الأمريكية الإشارات هذه الإرسالات، وتتبعت بعد ذلك الفرد وشريكه، وأعطى مسؤولي المخابرات الأمريكية هذا الشخص اسم «الهدف جينوسا». وفي ليلة 8 أغسطس 2011، أسقطت طائرة F-16 أربع قنابل GBU-54 "ليزر JDAM" على الرجل وشريكه وأربعة شركاء في وادي تشاك، الذي يقع غرب وادي تانجي. وتمت مراقبتها والتحكم بها بواسطة وحدة تحكم مشتركة في الهجوم الطرفي في قاعدة العمليات الأمامية (Shank) عبر إم كيو-1 بريداتور بدون طيار، وقتل الستة جميعًا وتم إعادة العملية لتأكيد مقتلهم بـالهجوم بالقنابل والهجمات اللاحقة بواسطة طائرة حربية من طراز لوكهيد إيه سي-130 ومروحيتين من طراز بوينج AH-64 أباتشي.
في 10 أغسطس 2011، ذكر الجيش الأمريكي أن المتمردين الذين أطلقوا القذائف الصاروخية قتلوا بعد يومين فقط في غارة جوية بطائرة من طراز F-16، قائلين فقط أن المعلومات الاستخباراتية المكتسبة على الأرض ذات «درجة عالية من الثقة» وأن الشخص كان من بين القتلى في الغارة الجوية قبل يومين، لكنه لم يقدم تفاصيل أخرى.
وقال جون ألين قائد قوة المساعدة الأمنية الدولية في أفغانستان، خلال نفس المؤتمر الصحفي للبنتاغون الذي قد أعلن فيه أن الغارة الجوية لطائرة F-16 قد أخرجت «أقل من 10» من المتمردين المتورطين في إسقاط المروحية الأمريكية، سوف يراجع تحقيق الجيش في الإسقاط أيضًا ما إذا كانت نيران الأسلحة الصغيرة أو أسباب أخرى قد تكون ساهمت في إسقاطها.
بعد انسحاب القوات الأمريكية في أبريل 2011، أصبح وادي تانجي منطقة انطلاق رئيسية للهجمات على كابول (لأنها تقع على بعد 60 ميلاً من الوادي فقط)، وقد ظل وادي تانجي تحت سيطرة طالبان حتى أبريل 2013، عندما شن أكثر من 1,000 من أفراد قوات الأمن الأفغانية هجومًا في محاولة لتطهير المنطقة من مقاتلي طالبان.
وفي أكتوبر 2011، أعلنت القيادة المركزية الأمريكية (CENTCOM) أن التحقيق الذي تم إجراؤه بعد إطلاق النار خلص إلى أن «جميع القرارات التنفيذية المرتبطة بالحادث قد اعتبرت سليمة من الناحية التكتيكية»، وتنص المقالة على أن المروحية تحطمت بعد أن أثرت قذيفة آر بي جي على المروحة الخلفية للمروحية.
في عام 2013، قال جيسون تشافيتز أنه سيجري تحقيقًا مع اللجنة الفرعية لمراقبة الأمن القومي بالولايات المتحدة في هذه المسألة. وفي الجلسة اللاحقة في فبراير 2014، دافع ممثل البنتاغون جاري ريد عن قرار القيام بالمهمة التي خضمها أُسقطت المروحية، ونفى أن يكون لدى طالبان أي معرفة مسبقة بها؛ وبدلاً من ذلك، قال إن المسلحين احتلوا موقعًا تكتيكيًا قويًا دون معرفة مسار رحلة المروحية.
وفي عام 2017، قدمت كابتن القوات الجوية جوني ماركيز، ضابط إطلاق النار على طائرة حربية AC-130 وهي التي رافقت (Extortion 17) في الرحلة الأخيرة، ادعاء مماثل، «اشتبكت مروحيات الصاعقة مع العدو بالفعل وقتلت ستة من ثمانية متمردين، مما تسبب في انسحاب الاثنين الآخرين»، وأبلغت ماركيز Circa.com في أول مقابلة لها عن الحادث «لقد جعلت مشغلي أجهزة الاستشعار ينتقلون على الفور إلى المتمردين الثمانية الذين أخرجتهم المروحيات.» «كان اثنان على قيد الحياة.» وتدعي الكابتن ماركيز أنه لو تم السماح للطائرة AC-130 بإطلاق النار على المتمردين الأعداء المتبقين، لما تم إسقاط المروحية (Extortion 17). وبتحذيرات من طاقمها لإعادة الشينوك أو إلغاء مهمتهم أصبحت فوضوية.
تم تشديد قواعد الاشتباك الأمريكية من قبل الجنرال ستانلي مكريستال في عام 2009، من أجل تحسين إستراتيجية مكافحة التمرد الأمريكية. وأشار مكريستال إلى «الاعتماد المفرط على القوة النارية والحماية بالقوة» سابقًا والحاجة إلى تقليل الخسائر في صفوف المدنيين وكسب تعاون السكان المحليين.
- حادث إسقاط البلاك هوك 1994
- قائمة حوادث وحوادث الطيران في حرب أفغانستان
- قائمة أعنف حوادث تحطم طائرات الهليكوبتر